# Limaria hakodatensis
Limaria hakodatensis is een tweekleppigensoort uit de familie van de Limidae. De wetenschappelijke naam van de soort is voor het eerst geldig gepubliceerd in 1906 door Tokunaga.